# Noronhomys
Noronhomys is een uitgestorven geslacht van knaagdieren uit de Oryzomyini dat voorkomt in Zuid-Amerika.
De enige beschreven soort is Noronhomys vespuccii, waarvan fossielen zijn gevonden op het eiland Fernando de Noronha, voor de kust van Brazilië. Er zijn ook fossielen van Noronhomys bekend uit het Pleistoceen van Argentinië, maar daar is geen soortnaam voor voorgesteld. Het geslacht is waarschijnlijk verwant aan de Holochilus-groep (Holochilus, Lundomys en Pseudoryzomys) van het Zuid-Amerikaanse vasteland.
Toen Amerigo Vespucci het eiland in 1503 bezocht, schreef hij dat hij er "zeer grote ratten" had gezien. Hij was de eerste Europeaan die het eiland bezocht, dus het konden geen Rattus-soorten geweest zijn. In 1973 werden fossielen gevonden van een uitgestorven knaagdier op het eiland, die in 1999 als een nieuw geslacht en nieuwe soort, Noronhomys vespuccii, beschreven werden. Noronhomys is waarschijnlijk uitgestorven tussen 1503 en 1867.
Aegialomys · Amphinectomys · Cerradomys · Drymoreomys · Eremoryzomys · Euryoryzomys · Handleyomys · Holochilus · Hylaeamys · Lundomys · Megalomys · Megaoryzomys · Melanomys · Microakodontomys · Microryzomys · Mindomys · Neacomys · Nectomys · Nephelomys · Nesoryzomys · Noronhomys · Oecomys · Oligoryzomys · Oreoryzomys · Oryzomys · Pattonimus · Pennatomys † · Pseudoryzomys · Scolomys · Sigmodontomys · Sooretamys · Tanyuromys · Transandinomys · Zygodontomys